# Sugarless
Sugarless va ser una banda espanyola de rock, activa des de 1995 fins a 2006.

## Història

### Formació
El començament del projecte es remunta a l'any 1994, el guitarrista Frankie va abandonar Musicians Institute de Los Angeles, EUA i formarà l'agrupació musical després de conèixer a Iván i a Samuel, que van ocupar els llocs de vocalista i bateria respectivament.
En 1997, el grup musical coneixerà a Joseba, que seria el baixista.

### Asegúramelo (2000)
L'any 2000 va sortir a la llum el seu primer treball en castellà, perquè abans havien gravat un àlbum experimental en anglès de forma autoproduïda La discogràfica d'aquest àlbum va ser Man Records.

### Más Gas (2002)
Després d'Asegúramelo, el seu següent projecte va ser Más Gas (2002), de la mà de Zero Records, produït/mesclat per Dani Alcover (Dover) i coproduït per Frankie, treball que els va donar a conèixer a nivell del panorama del rock nacional, aconseguint fins a 5000 vendes.

### Vértigo (2003)
L'any 2003 va sortir a la llum el seu últim àlbum d'estudi, Vértigo, produït i mesclat pel mateix Frankie sota el segell discogràfic Zero Records. En ell, van experimentar una petita evolució en el seu estil, perdent gran part de les seves influències, va augmentar el protagonisme del baix i la guitarra melòdica de Frankie i es van substituir gran part dels riffs pesats i agressius d'anteriors lliuraments.

### Sugarless-Planet i dissolució
L'any 2005, Ivahn decideix viatjar a Los Angeles per rebre classes de cant. Durant la seva estada a Los Angeles experimenta amb diferents estils de música i cant. En un moment donat decideix presentar en públic una cançó, el principal atractiu de la qual era la creació d'un gènere conegut com a "rumbatón", mescla de rumba i reggaeton, el tema en qüestió era "Pa mi mulata". La cançó apareix en les notícies d'un conegut canal de Los Ángeles i aconsegueix gran popularitat, especialment entre la població hispana. A partir d'aquest fet Ivahn decideix emprendre una carrera en solitari sota el nom de "Huecco", la qual cosa va crear diferències d'opinions dins de "Sugarless". Frankie i Samuel van abandonar el grup, i van ser temporalment substituïts per David Obelleiro a la guitarra (procedent de Super Skunk i Skunk D.F.) i Edu Ostos a la bateria (procedent de Coilbox). Després d'aquest canvi, els integrants es veuen obligats a canviar el nom de la banda pel de Sugarless-Planet a causa d'uns problemes legals. L'any 2006 es produeix la dissolució de la banda.
Amb la separació, Ivahn va començar la seva carrera en solitari amb un estil diferent sota l'àlies de Huecco, Frankie va seguir treballant com a guitarrista en diversos projectes, i va crear la seva pròpia banda anomenada Fuzz, Joseba es va unir a Strawberry Hardcore i Samuel a Habeas corpus.

## Estil
L'estil de Sugarless consistia en una fusió de gèneres musicals del segle XX i del XXI, entre ells funk, hip-hop, hardcore punk, grunge, acid jazz o punk, influenciats per bandes com Rage Against the Machine, Queens Of The Stone Age o Red Hot Chili Peppers. També era comú enquadrar-los erròniament dins del nu metal.

## Discografia
- Asegúramelo (Mans Records, 1998)
- Más Gas (Zero Records, 2002)
- Vértigo (Zero Records, 2003)

## Vídeoclips
- "Abre tu sonrisa", 2002
- "Guantánamo", 2003

## Senzills
- "Miedo", 2002
- "Guantánamo", 2003

## Membres
- Ivahn (veu) (1994-2006)
- Joseba (baix) (1997-2006)
- David Obelleiro (guitarra) (2005-2006)
- Edu Osotos (bateria) (2005-2006)

## Antics membres
- Frankie (guitarra) (1994-2005)
- Samuel (bateria) (1994-2005)